# Działania specjalne
Działania specjalne to pojęcie stosowane w przypadku przedsięwzięć o charakterze wojskowym. Operacja specjalna to odpowiednik stosowany w przypadku przedsięwzięć cywilnych służb specjalnych.
Angielskie tłumaczenie to clandestine operation.

## Początki operacji specjalnych

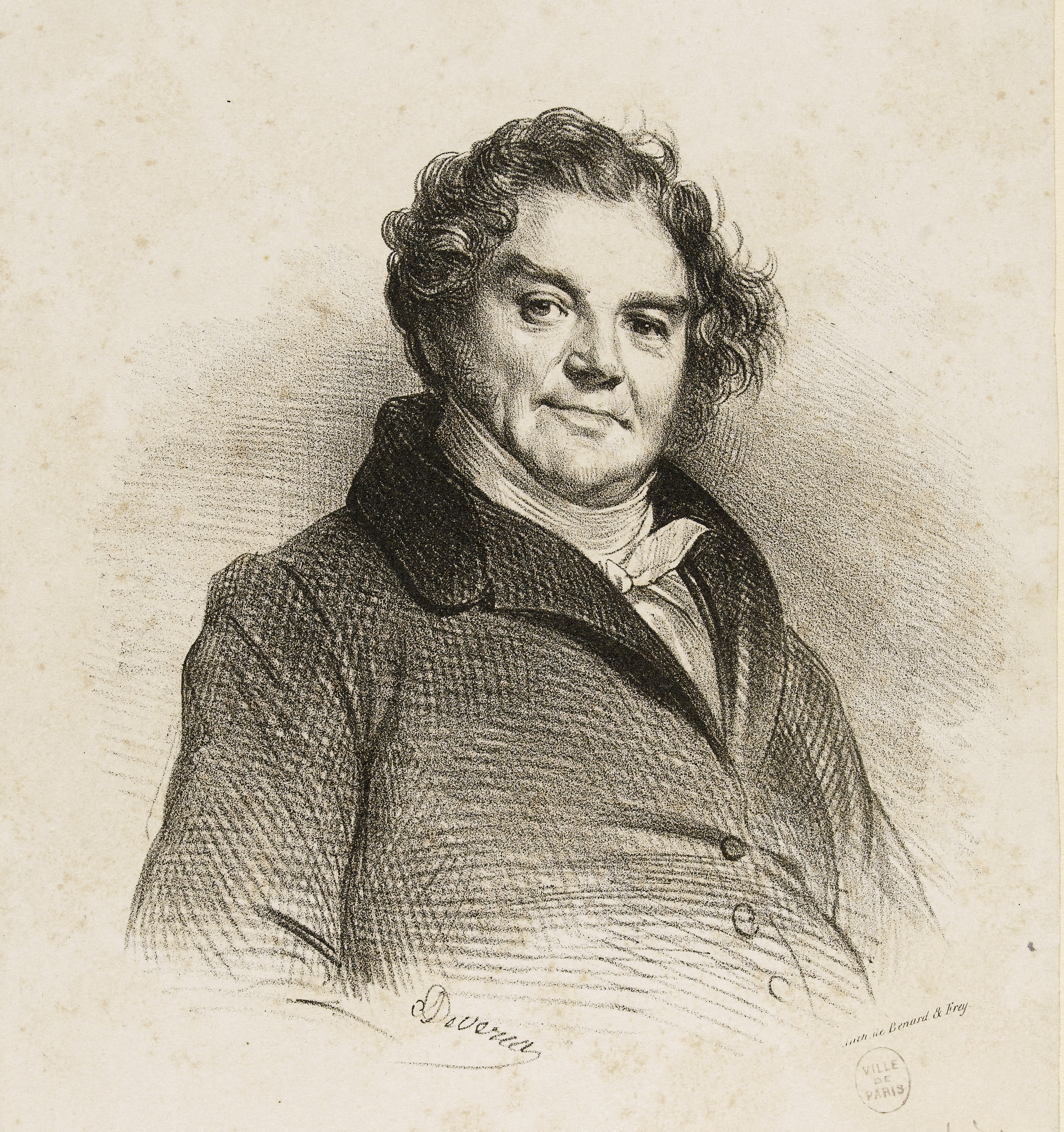
Eugène-François Vidocq – twórca Brygad Bezpieczeństwa

1. Major Robert Rogers w 1756 roku. Rangersi Robertsa, biorący udział w wojnie z Francuzami i Indianami, są klasycznym przykładem oddziałów specjalnych walczących z rdzennymi żołnierzami. Kamuflowali się, zabierali broń i prowadzili wojnę partyzancką (m.in. cichy patrol i atak z zaskoczenia)[1].
2. Utworzenie w 1812 r. Brygady Bezpieczeństwa (fr. Brigade de Sûreté) we francuskiej policji. Jej twórca, Eugène-François Vidocq, zastosował metodę polegającą na wnikaniu w środowiska przestępcze, zbieraniu informacji i stosowaniu prowokacji. Nieodłącznym elementem tych działań był kamuflaż[potrzebny przypis].
3. Techniki charakterystyczne dla operacji specjalnej wykorzystywano na długo przed powstaniem FBI, np. działalność detektywistyczna Pinkretona. „W Seymour, twierdzy bandy Reno, która 6 października 1866 r. dokonała pierwszego napadu na pociąg na zachodzie Ameryki, osiedlił się jeden z ludzi Pinkertona, Dick Winston, jako właściciel baru i z wolna zaprzyjaźnił się z bandą Reno. A potem wywabił Johna Reno na peron w Seymour w momencie, kiedy Allan Pinkerton i sześciu jego ludzi zajechało na stację małym pociągiem specjalnym. Pochwycono Johna Reno i pociąg z więźniem odjechał, zanim reszta bandy pojęła, co się stało”[2].

## Działania specjalne
Działania specjalne - działania zmierzające do zniszczenia lub osłabienia potencjału władzy, gospodarki oraz potencjału związanego z obroną przeciwnika. Działania specjalne, zależnie od sił i środków oraz sposobów realizacji, dzielą się na partyzanckie, dywersyjne, sabotażowe, przeciwpartyzanckie i psychologiczne. Mogą być prowadzone na terytorium przeciwnika, terenach przez niego okupowanych lub administrowanych. Prowadzone są przez żołnierzy pododdziałów specjalnych, pododdziały wojny psychologicznej i partyzanckie (w Polsce; Wojska Specjalne realizują, bądź realizowały je w ramach Polskich Kontyngentów Wojskowych podczas MOOTW). Podczas działań specjalnych komandosi współpracują z żołnierzami wywiadu wojskowego, którzy wspierają ich zdobytymi informacjami i specjalistycznymi, specyficznymi umiejętnościami i wiedzą ekspercką.
Celem działań specjalnych może być: wsparcie obrony prowadzonej przez wojska konwencjonalne (głównie: lądowe, powietrzne, morskie), udzielanie pomocy wojskom walczącym na froncie zewnętrznym w wykonywaniu określonych działań operacyjno-strategicznych bądź stworzenie sprzyjających warunków polityczno-wojskowych w interesie polityczno-wojennym państwa, którego wojska prowadzą działania wojenne, uzyskanie efektu ważnego dla polityki państwa. Prowadzenie działań specjalnych wymaga: skrytości, umiejętności nieszablonowego działania i jego elastyczności, gwałtowności, zaskoczenia i mylenia przeciwnika.
Działania specjalne mogą polegać na:
- utrudnianiu przerzutu wojsk przeciwnika na front zewnętrzny, wiązaniu sił i środków przeciwnika na zapleczu, niszczeniu jego ważnych obiektów, urządzeń komunikacyjnych i systemu dowodzenia wojskami;
- dezorganizowaniu systemu logistycznego wojsk;
- niszczeniu lub unieruchamianiu środków produkcji, zakładów przemysłowych i sprzętu komunikacyjnego;
- niszczeniu głębokiego zaplecza;
- zdobywaniu, niszczeniu celów wysokiej wartości (ang. High-Value Target) ludzi, obiektów;
- tworzeniu i pogłębianiu chaosu w życiu gospodarczym i politycznym państwa;
- stosowaniu aktów terroru np. zamach (terroryzm);
- prowadzeniu rozpoznania specjalnego.
- prowadzeniu działań psychologicznych, wojny psychologicznej mających wpływ na postawy cywili i morale żołnierzy strony broniącej, ale i atakującej

## Operacja specjalna
Operacje specjalne są prowadzone zarówno przez służby specjalne, jak i przez Policję.
W polskiej Policji w 1994 roku po utworzeniu Centralnego Biura Śledczego (obecnie Centralne Biuro Śledcze Policji) w jego strukturze wyodrębniono Zarząd Operacji Specjalnych.

### Działania przydatne przy przeprowadzaniu operacji specjalnych
Typologia form czynności operacyjno-rozpoznawczych, które są podstawą przeprowadzania operacji specjalnych została zaproponowana przez J. Widackiego:
- wywiad – może być prowadzony w sposób jawny albo w sposób dyskretny (tajny);
- przetwarzanie danych – wykorzystywanie informacji zaczerpniętych z rozmaitych baz danych;
- kontrola operacyjna, w której skład wchodzi:
  1. podsłuch telefoniczny – polega na rejestrowaniu rozmów prowadzonych za pośrednictwem telefonii stacjonarnej lub komórkowej;
  2. podsłuch pomieszczeń – umieszczenie w określonym obiekcie mikrofonu i urządzenia transmitującego lub rejestrującego informację akustyczną;
  3. podgląd pomieszczeń – technika pokrewna do podsłuchu pomieszczeń, polega na podglądzie z użyciem jednej z technik telewizyjnych (otwór na obiektyw specjalnej kamery jest mniejszy niż ślad po ukłuciu szpilki);
  4. kontrola korespondencji – zapoznanie się przez funkcjonariuszy z treścią lub zawartością przesyłki;
- obserwacja – działanie polegające na tajnym śledzeniu osoby, celem udokumentowania i rozpoznania jej zachowań;
- prowokacja policyjna (zakup kontrolowany) – złożenie określonej, podejrzewanej o popełnienie przestępstwa osobie propozycji nabycia, przejęcia lub sprzedaży przedmiotów pochodzących z przestępstwa, ulegających przepadkowi lub takich, których wytwarzanie, posiadanie czy obrót nimi jest zakazany;
- przesyłka (dostawa) niejawnie kontrolowana – służba policyjna nadzoruje ruch zakazanych lub pochodzących z przestępstwa przedmiotów aby stwierdzić tożsamość uczestników przestępstwa;
- „przykrycie” – stworzenie ściśle zakonspirowanej sytuacji organizacyjnej, kamuflującej zainteresowanie służby policyjnej lub specjalnej określonym celem, np. wprowadzenie policjanta do gangu;
- legalizacja – dostarczanie funkcjonariuszowi tożsamości niezgodnej z rzeczywistością;
- tajni informatorzy – osoba tkwiąca w środowisku przestępczym, która przekazuje informacje służbom[3].

Dodatkowo można wyróżnić kombinację operacyjną, która łączy w sobie kilka typów czynności operacyjno-rozpoznawczych. Kombinacja operacyjna to zaplanowane i przygotowane przedsięwzięcie realizowane przy użyciu pozostałych metod pracy operacyjnej, wykorzystujące błędne przeświadczenie osób, przeciwko którym jest skierowane, co do faktycznego znaczenia zaangażowanych zdarzeń oraz osób w nich występujących, służące osiągnięciu celów pracy operacyjnej. Jest to przedsięwzięcie uprzednio zaplanowane i ukierunkowane na osiągnięcie celów związanych z realizacją funkcji wykrywczych i dowodowych.

### Cele operacji specjalnej
Ogólne cele operacji specjalnej mieszczą się w celach czynności operacyjno-rozpoznawczych. Te ostatnie zostały wyróżnione przez J. Gołębiewskiego następująco: ustalanie źródeł dowodowych w postępowaniu karnym, ustalanie składów osobowych grup przestępczych, ujawnianie przestępstw, umożliwienie zatrzymywania sprawców, ustalanie miejsc ukrywania się osób poszukiwanych przez organy ścigania, miejsc pobytu osób zaginionych oraz miejsc przetrzymywania osób uprowadzonych.

### Typy operacji specjalnych
Zaproponowana przez W. Jasińskiego typologia przedstawia się w następujący sposób:
- operacje infiltracyjne – są one przeprowadzane, gdy nie ma innych możliwości wykrycia sprawców W tej sytuacji operacyjnej nie ma żadnych możliwości uzyskania dowodów;
- operacje zakupów kontrolowanych – eksponuje się tu funkcję dowodową. Odbywa się to przez przyjęcie pieniędzy, które mają być wymienione lub uczestniczenie w sprzedaży nieruchomości lub mienia ruchomego za fundusze nielegalne;
- operacje specjalne polegające na kontrolowanym wręczeniu lub przyjęciu korzyści majątkowej;
- operacje maskujące – są to operacje, które służą przygotowaniu bazy dla następnych operacji. Ich celem jest maskowanie działań służb policyjnych oraz przy[1]gotowanie legendy dla policjantów działających pod przykryciem. Mogą one być wykorzystywane w innych przedsięwzięciach[potrzebny przypis].

W powyższej typologii należy zwrócić uwagę na punkt drugi oraz punkt trzeci, które zasadniczo dotyczą tej samej czynności, ale powinny być odróżnione od siebie na podstawie regulacji ustawowych.

### Zasady prowadzenia operacji specjalnych
- Tajność – obowiązek zachowania tajemnicy podejmowanych działań, ewentualne odstępstwa mogą być uzasadnione wymogami proceduralnymi lub określonymi względami taktycznymi[potrzebny przypis].
- Organizacja walki – dyrektywa skutecznego działania, którego granice wyznacza nie tylko prawo, lecz także etyka zawodowa.
- Subsydiarność – inicjowanie operacji specjalnych jest zasadne wówczas, gdy nie istnieją lub zostały wyczerpane inne możliwości działań wykrywczych i dowodowych.
- Planowanie operacji specjalnych – obejmuje wszystkie poszczególne elementy operacji specjalnej, takie jak: dotarcie do rozpracowywanej grupy i jej najbliższego otoczenia, taktyka zabezpieczenia policjantów działających pod przykryciem, całokształt spraw związanych z maskowaniem policjantów pod przykryciem (scenariusze „awaryjne”, modyfikacja legendy itd.), finansowanie kolejnych etapów operacji, wykorzystywanie materiałów uzyskanych w toku ich przeprowadzania na potrzeby postępowania karnego, rozłożenie odpowiedzialności za poszczególne czynności lub całą operację specjalną[6].